# À propos de...
Albums de Ange
Moteur !
(1981) La Gare de Troyes
(1983)
À propos de... est le neuvième album studio du groupe français de rock progressif Ange, réalisé en 1982. Il s’agit d’un album de reprise de classiques de la chanson française.

## Titres
| Face 1 | Face 1              | Face 1                           | Face 1 | Face 1 | Face 1 | Face 1 | Face 1 | Face 1 | Face 1 |
| No     | Titre               | Auteur                           | Durée  |        |        |        |        |        |        |
| ------ | ------------------- | -------------------------------- | ------ | ------ | ------ | ------ | ------ | ------ | ------ |
| 1.     | À jeun              | Gérard Jouannest, Jacques Brel   | 3:39   |        |        |        |        |        |        |
| 2.     | Le Rouge et le Noir | Claude Nougaro, Michel Legrand   | 4:45   |        |        |        |        |        |        |
| 3.     | Le Bal des Laze     | Michel Polnareff, Pierre Delanoë | 10:56  |        |        |        |        |        |        |
| 18:20  |                     |                                  |        |        |        |        |        |        |        |

| Face 2 | Face 2                              | Face 2                                          | Face 2 | Face 2 | Face 2 | Face 2 | Face 2 | Face 2 | Face 2 |
| No     | Titre                               | Auteur                                          | Durée  |        |        |        |        |        |        |
| ------ | ----------------------------------- | ----------------------------------------------- | ------ | ------ | ------ | ------ | ------ | ------ | ------ |
| 1.     | Le Moribond                         | Jacques Brel                                    | 3:54   |        |        |        |        |        |        |
| 2.     | Les Copains d’abord                 | Georges Brassens                                | 4:13   |        |        |        |        |        |        |
| 3.     | Tu te laisses aller                 | Charles Aznavour                                | 4:43   |        |        |        |        |        |        |
| 4.     | Il est cinq heures, Paris s’éveille | Anne Ségalen, Jacques Dutronc, Jacques Lanzmann |        |        |        |        |        |        |        |
| 17:36  |                                     |                                                 |        |        |        |        |        |        |        |

## Musiciens
- Christian Décamps : chant
- Francis Décamps : claviers, arrangements
- Bernard Torelli : guitare sur Le Moribond
- Serge Cuénot : guitare
- Laurent Sigrist : basse
- Jean-Claude Potin : batterie, percussions

## Équipe technique
- Bernard Torelli (en), Jean-Pierre Massiera : coproduction
- Éric Tschaen : photographie